# Vladivoi da Boémia
Vladivoi da Boémia (ca. 981 — janeiro de 1003) foi um duque da Boémia, governou entre 1002 e 1003. O seu governo foi antecedido pelo de Boleslau III da Boémia, e foi sucedido pelo do rei Jaromir da Boémia.